# Jóhannes av Skarði
Jóhannes av Skarði, född 7 april 1911 i Torshamn, död 24 januari 1999, var en färöisk lingvist.
Jóhannes föddes år 1911 i Tórshavn som son till Símun av Skarði och Sanna Jacobsen. Den 18 juni 1945 gifte han sig med Paulina. Tillsammans har de barnen Símun (1945), Hans Jákup (1946), Sanna (1949) samt Aleksandra (1955).
Skarði gjorde sig mest känd efter tryckandet av den dansk-färöiska ordboken år 1967 samt den engelska till färöiska år 1984, för vilken han även fick Färöarnas litteraturpris för, samma år.